# 八分儀
八分儀（Octant）也稱為反射象限儀，是一種用於導航的儀器。

## 歷史

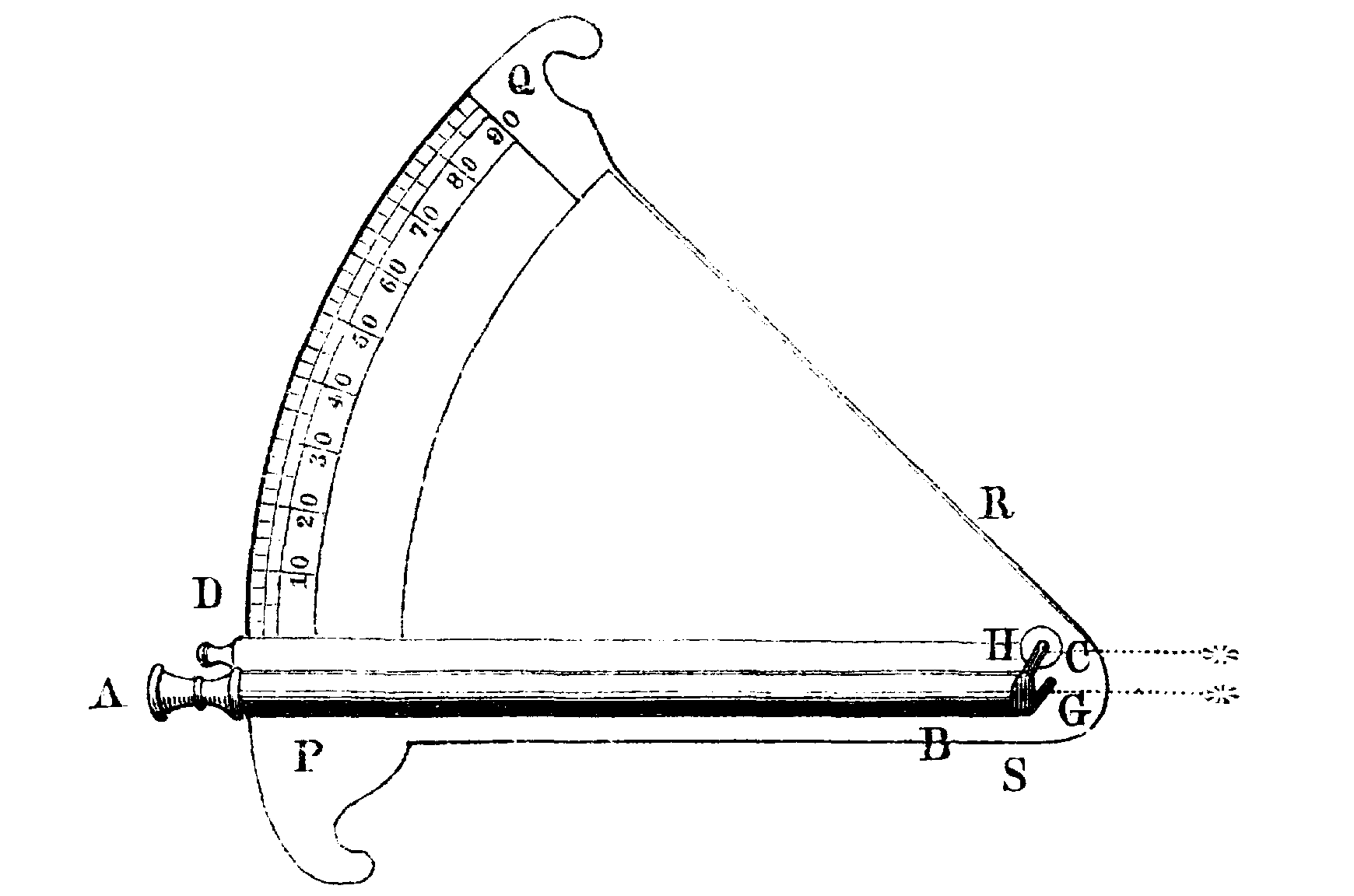
艾薩克·牛頓發明反射象限儀結構 Brewster (1855).
AB – 瞄準望遠鏡
CD – 分度臂
G – 接物鏡
H – 分度鏡
PQ – 弧度刻度

艾薩克·牛頓於1699年左右發明反射象限儀，該儀器的詳細資訊已提供給埃德蒙·哈雷，但直到1742年哈雷去世後才發表。哈雷生前為何沒有發表這些資訊尚不得而知，使牛頓無法獲得這項通常歸於約翰·哈德利和湯馬斯·戈弗雷的榮譽。
該儀器的複製品由湯馬斯·希思（儀器製造商）製作，可能在1742年皇家學會出版之前就已在希思的商店櫥窗中展示。
牛頓的儀器使用了兩面鏡子，但排列方式與現代八分儀和六分儀中的兩面鏡子略有不同。
本儀器的45°弧度（PQ）刻度為90個半度刻度格。每個這樣的分區被細分為60個部分，每個部分進一步細分為六分之一。這樣，弧度就以度、分和六分之一分（10秒）為單位進行標記。因此，儀器可以將讀數內插到5角秒。這種精細的刻度是由於儀器體積龐大才得以實現的——僅瞄準望遠鏡就有三到四英尺長。
一台三到四英尺長的瞄準望遠鏡（AB）沿著儀器的一側安裝。一個地平鏡以45°角固定在望遠鏡接物鏡（G）前方。這面鏡子可以讓觀察者在一面鏡子中看到影像，在另一面鏡子中直接看到前方。分度臂（CD）上固定著一個分度鏡（H），也與分度臂的邊緣成45°角。兩面鏡子的反射面名義上彼此相對，因此在第一面鏡子中看到的圖像是從第二面鏡子反射的圖像。